# Гунте
Гунте (словен. Gunte) је насељено место у општини Кршко, Посавска регија, Словенија.

## Историја
До територијалне реорганизације у Словенији биле су у саставу старе општине Кршко.

## Становништво
У попису становништва из 2011. године, Гунте су имале 30 становника.
| Број становника према пописима | Број становника према пописима | Број становника према пописима |
| ------------------------------ | ------------------------------ | ------------------------------ |
| 1991                           | 2002                           | 2011                           |
| 34                             | 31                             | 30                             |